# 六郷政賢
六郷 政賢（ろくごう まさかた、1872年4月5日（明治5年2月28日）- 1926年（大正15年）3月6日）は、明治から大正期の華族、政治家。貴族院議員、子爵。

## 生涯
出羽国本荘藩第11代藩主・六郷政鑑の長男として生まれる。幼名は鋹五郎。1882年（明治15年）、学習院初等科に入学。その後、ドイツなどに8年間留学し、農学や美術を学んだ。
1905年（明治38年）岩手県立水産学校の教員となる。その後、帝室林野管理局技手、東京帝室博物館技手などを勤めた。1907年（明治40年）7月、家督を相続し、同年10月1日、子爵を襲爵した。
1920年（大正9年）8月19日、補欠選挙で貴族院子爵議員となり、1925年（大正14年）7月9日に任期満了のため退任した。また、上野動物園の嘱託となった。1926年、55歳で没した。
家督は子の六郷政貞（号は白雨）が継いだが、1941年に爵位返上した。

## 栄典
- 1914年（大正3年）10月20日 - 正四位[8]

## 親族
- 妻 六郷鉦（せい、松平康英長女）[3]